# Леськів Роман Олексійович
Роман Олексійович Леськів (позивний — «друг Ромбік»; 30 листопада 1991, Тернопільська область — 12 квітня 2022, поблизу м. Попасної, Сєвєродонецький район, Луганська область) — український військовослужбовець, старший солдат Збройних Сил України, учасник російсько-української війни, що загинув у ході російського вторгнення в Україну в 2022 році. Кавалер ордена «За мужність» III ступеня (2022, посмертно), почесний громадянин Тернопільської області (2024, посмертно).

## Життєпис
Народився 30 листопада 1991 року на Тернопільщині.
Навчався в Озернянській загальноосвітній школі.
З 2014 року добровольцем проходив службу в батальйоні «Айдар», згодом був переведений до 24-ї окремої механізованої бригади.
Загинув 12 квітня 2022 року під час евакуації поранених поблизу м. Попасної Луганської області в результаті ворожого артилерійського обстрілу.
Похований 17 квітня 2022 року в смт Озерній Тернопільського району Тернопільської області.

## Нагороди
- орден «За мужність» III ступеня (22 травня 2022, посмертно) — за особисту мужність і самовіддані дії, виявлені у захисті державного суверенітету та територіальної цілісності України, вірність військовій присязі[1];
- почесний громадянин Тернопільської області (2024, посмертно)[2].